# Euchromius rayatellus
Euchromius rayatellus là một loài bướm đêm trong họ Crambidae.